# ژوگه جین
ژوگه جین (۱۷۴ - ژوئیه یا اوت ۲۴۱)،  نام محترم زی‌یو، ژنرال نظامی چینی و سیاستمدار ایالت وو شرقی در دوره سه پادشاهی چین بود.  ژوگه جین که در اواخر سلسله هان شرقی متولد شد، کار خود را در دهه ۲۰۰ به عنوان یک مقام رسمی تحت فرماندهی جنگ سالار سون کوان آغاز کرد، که بعداً امپراتور بنیانگذار وو شرقی در دوره سه پادشاهی شد. در سال ۲۱۵، او به عنوان نماینده سون کوان در یک اختلاف ارضی بر سر استان جینگ جنوبی بین سون کوان و متحدش لیو بی خدمت کرد. در سال ۲۱۹، پس از اینکه سون کوان اتحاد سون-لیو را شکست، به ژنرال لو منگ در تهاجم به قلمروهای لیو بی در استان جینگ پیوست. وی متعاقباً به عنوان مدیر کل و فرماندهی منصوب شد. قبل از نبرد شیائوتینگ ۲۲۱–۲۲۲، ژوگه جین تلاش کرد لیو بی را از رفتن به جنگ با سون کوان منصرف کند اما موفق نشد. نبرد در نهایت با پیروزی سون کوان به پایان رسید. هر دو طرف بعداً صلح کردند و اتحادی را بین ایالت‌های وو و شو هان شرقی علیه دولت رقیب خود، سائو وی، دوباره برقرار کردند. ژوگه جین از سال ۲۲۲ تا زمان مرگش در سال ۲۴۱، با وجود بی کفایتی در امور نظامی، به عنوان یکی از ژنرال‌های ارشد وو شرقی خدمت کرد و در برخی از نبردها علیه نیروهای سائو وی شرکت کرد.
اگرچه ژوگه جین به اندازه برادر مشهور تر خود، ژوگه لیانگ در امور دولتی و استراتژی نظامی درخشان نبود، اما در طول زندگی خود به خاطر شخصیت با فضیلتش شناخته شده بود. او به این شهرت داشت که با ظرافت و نجابت رفتار می‌کرد و متفکر، بزرگوار و درایت بود. در عوض، او اعتماد سون کوان را به دست آورد و سون کوان هرگز وفاداری خود را نسبت به او زیر سؤال نبرد. ژوگه جین همچنین به دلیل کمک به میانجیگری در درگیری‌های بین سون کوان و افرادش، از جمله ژو ژی و یو فن، شهرت داشت.